# Middelser Kirche

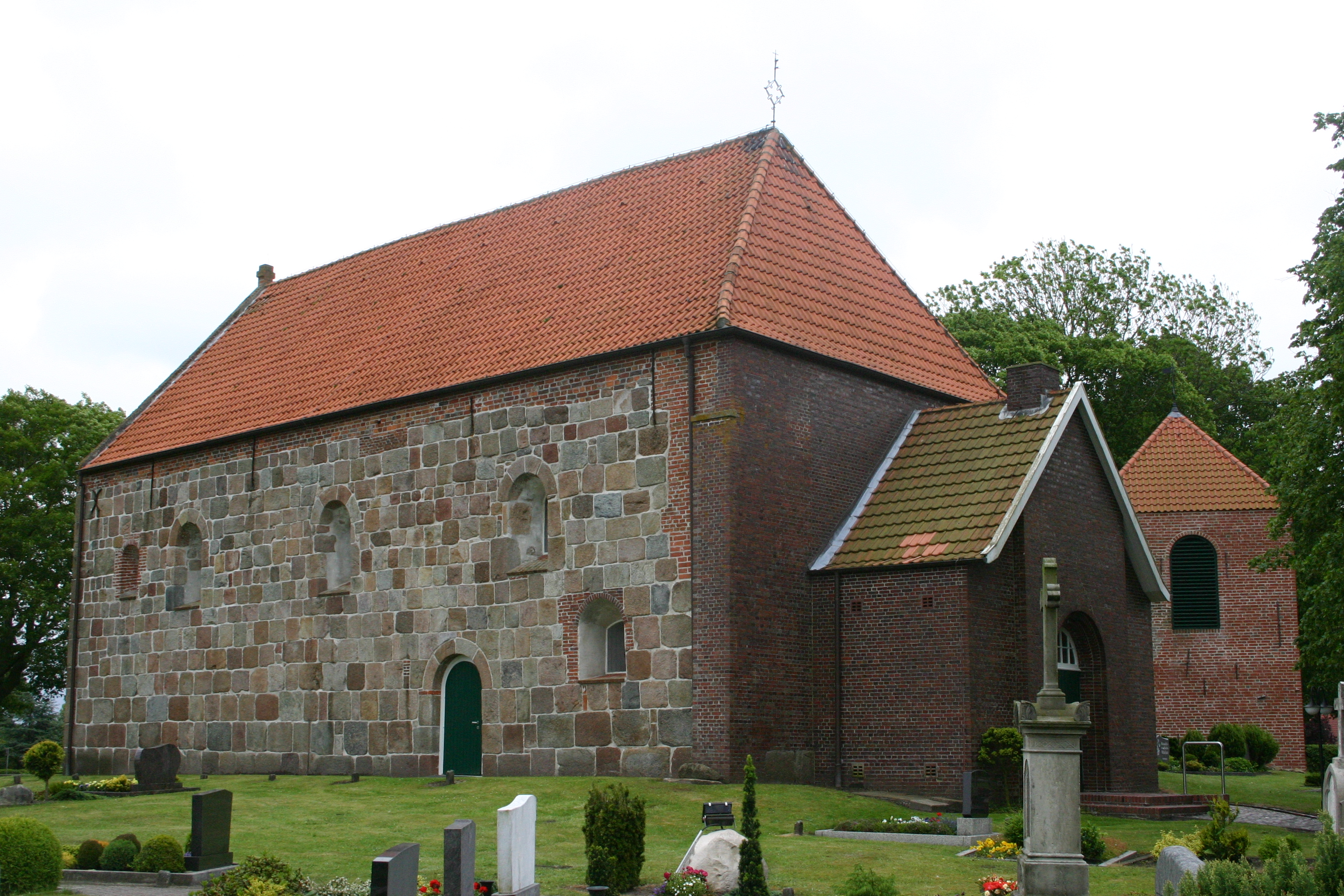
Middelser Kirche (von Norden)

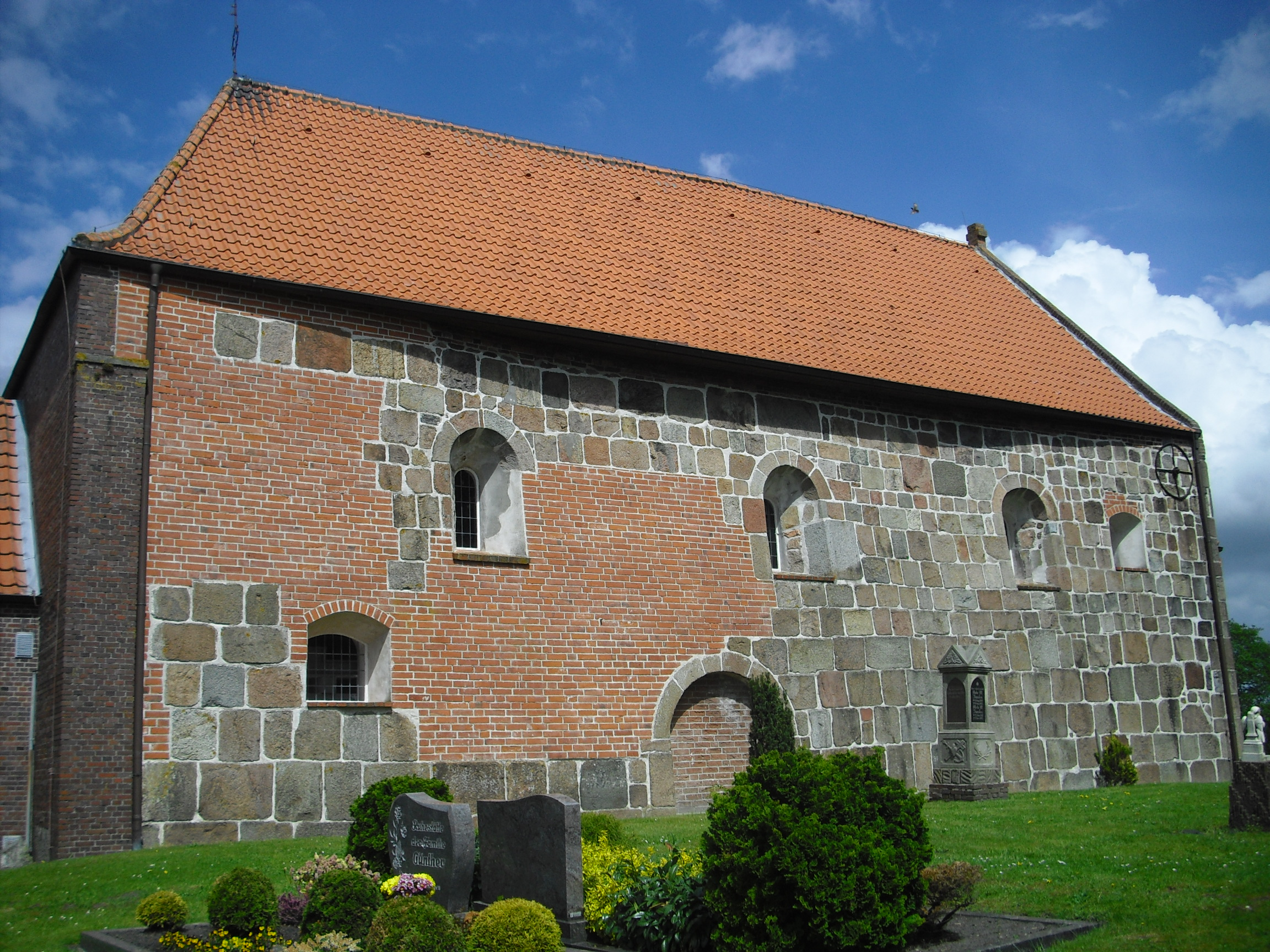
Middelser Kirche (von Süden)

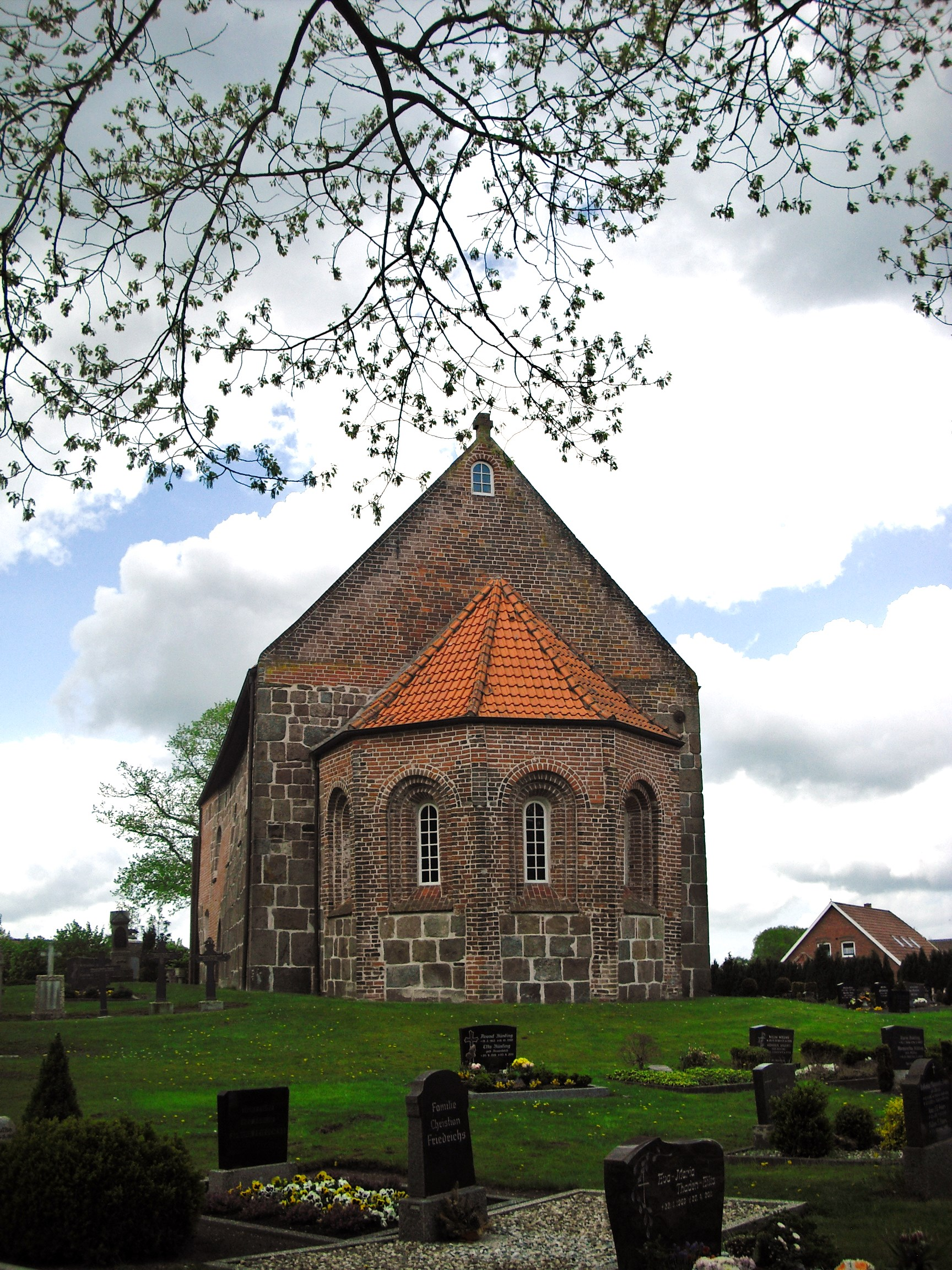
Middelser Kirche (von Osten)

Die evangelisch-lutherische Middelser Kirche in Middels, einem Stadtteil von Aurich, wurde um 1200 als romanische Saalkirche aus Granitquadern erbaut.

## Geschichte und Baubeschreibung
Die Kirchengemeinde Middels gehörte in vorreformatorischer Zeit zum Bistum Bremen und war hier der Sendkirche in Wittmund unterstellt.
Die Middelser Kirche wurde um 1200 als Ersatz für einen hölzernen Vorgängerbau auf einem vorchristlichen Gräberfeld errichtet. Die Nordseite ist noch vollständig als Granitfassade erhalten, während an der Südseite im Zuge einer Renovierung teilweise Backsteinmauerwerk eingefügt wurde. Auf den romanischen Charakter weisen die kleinen hoch sitzenden Rundbogenfenster mit Trichterlaibungen. Die Apsis wurde im 13. Jahrhundert auf polygonalem Grundriss erneuert. Im Unterbau sind die Granitsteine erhalten; der obere Teil wurde mit Backsteinen neu aufgeführt. Das alte Rundbogen-Portal in der Südmauer ist zugemauert. Stattdessen wurde 1935 westlich ein zentraler Westeingang durch einen kleinen Vorbau geschaffen und die gesamte Westseite neu verklinkert. Im frei stehenden Glockenturm befindet sich eine Kirchenglocke aus dem Jahr 1748, die auf eine erste von 1502 zurückgeht. Letztere zersprang und musste umgegossen werden.

## Ausstattung
Das Kircheninnere ist schlicht gestaltet und wird von einer leicht gewölbten Holzdecke abgeschlossen. Das alte Kirchengestühl mit Türen und Stabgitter wurde im Zuge einer Renovierung durch moderne Sitzbänke ersetzt. An der Westwand findet sich eine Tafel, auf der die Geistlichen der Kirchengemeinde von 1576 bis 1978 verzeichnet sind. Eine zweite Tafel, die an der Südwand befestigt wurde, führt diese Liste bis auf das Jahr 1990 fort.

### Taufstein
Von hoher künstlerischer Bedeutung ist der romanische (genauer: frühgotische) Taufstein aus dem 13. Jahrhundert, der im deutschen Küstengebiet für diesen Zeitraum nur wenige Parallelen hat und sich durch seine dramatischen Bewegungen in den dargestellten biblischen Szenen auszeichnet. Gezeigt werden die Taufe Christi, die Kreuzigung, die sogenannte Höllenfahrt und die Auferstehung Jesu Christi. Die einzelnen Szenen aus der Lebensgeschichte Jesu werden nicht durch Arkaden unterteilt und vermitteln den Eindruck eines Gesamtbildes. Den oberen Rand des Taufsteins bildet ein Rankenfries, der im Wechsel Vögel (Sinnbild der Seele) und menschliche Köpfe zeigt. Im Standbereich der Taufe sind Beschädigungen festzustellen. Datiert wird der Taufstein, der gewisse Ähnlichkeiten mit dem der St. Marienkirche zu Nesse besitzt, auf 1260 bis 1270.

### Altarraum
Die geschnitzte Kreuzigungsgruppe (um 1480) wurde 1985 wieder in der ursprünglichen Farbfassung restauriert und fand ihren alten Standort auf einem Balken im Triumphbogen wieder.

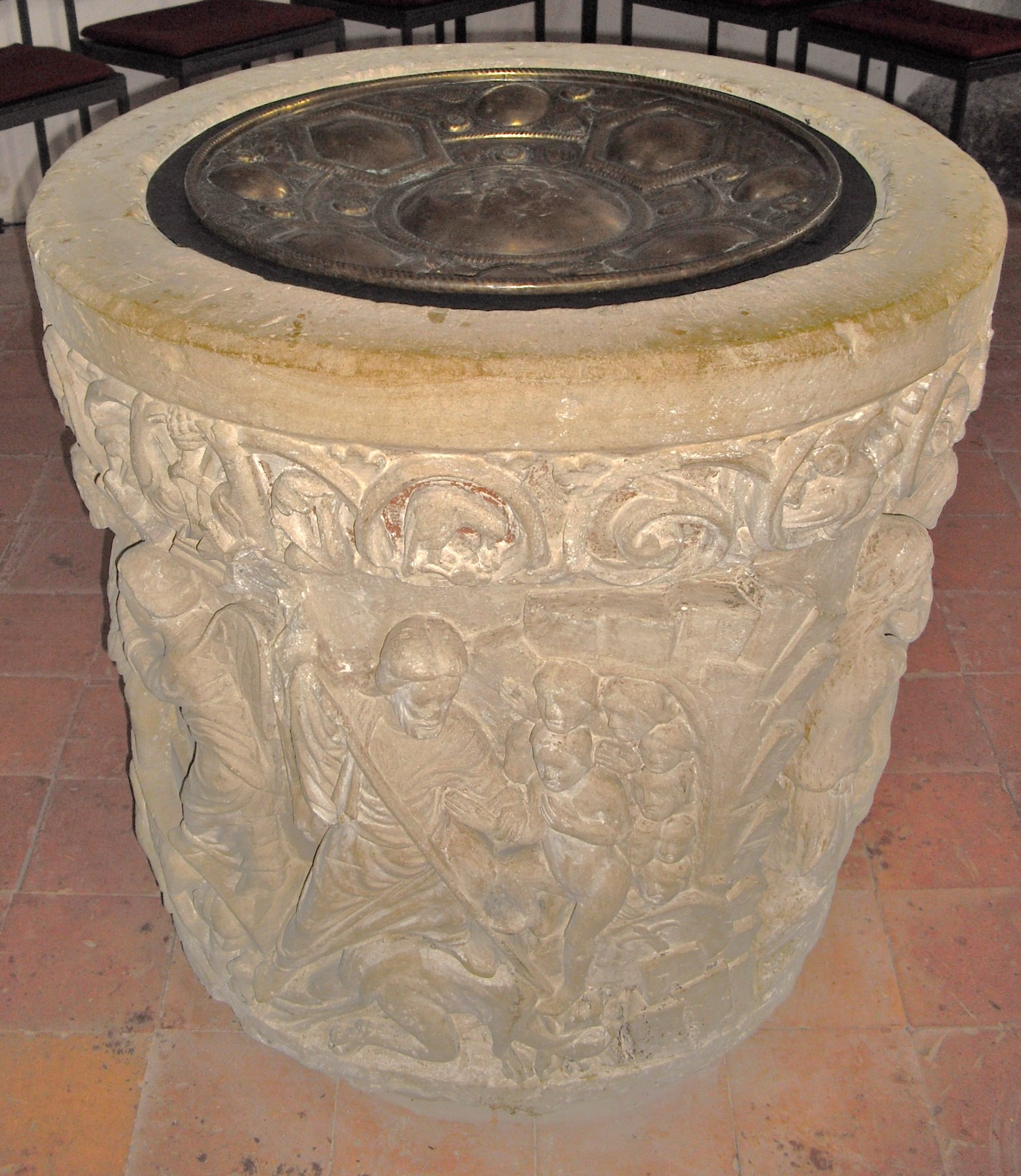
Taufstein (13. Jahrhundert)
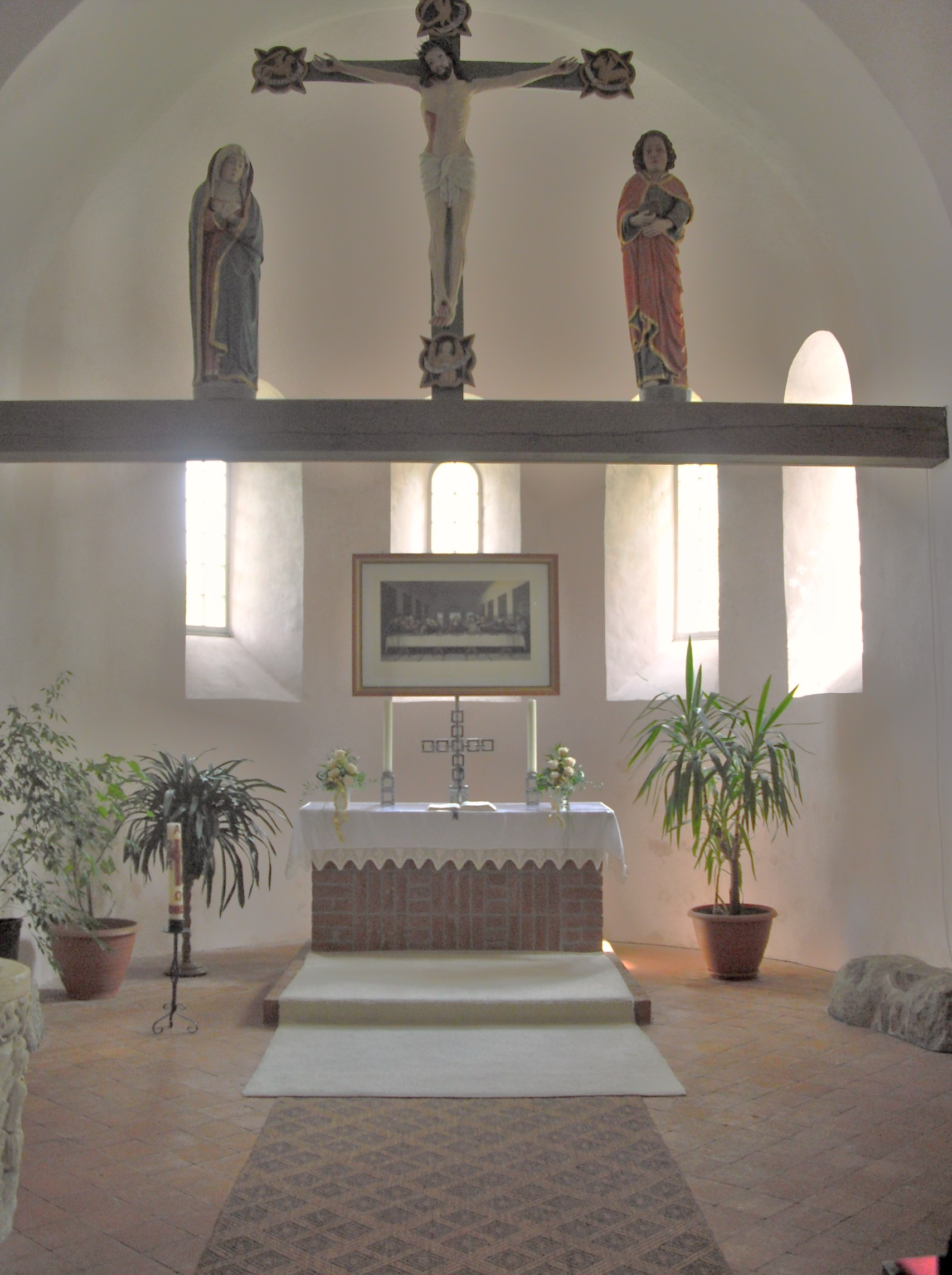
Altarraum mit Triumphbogen
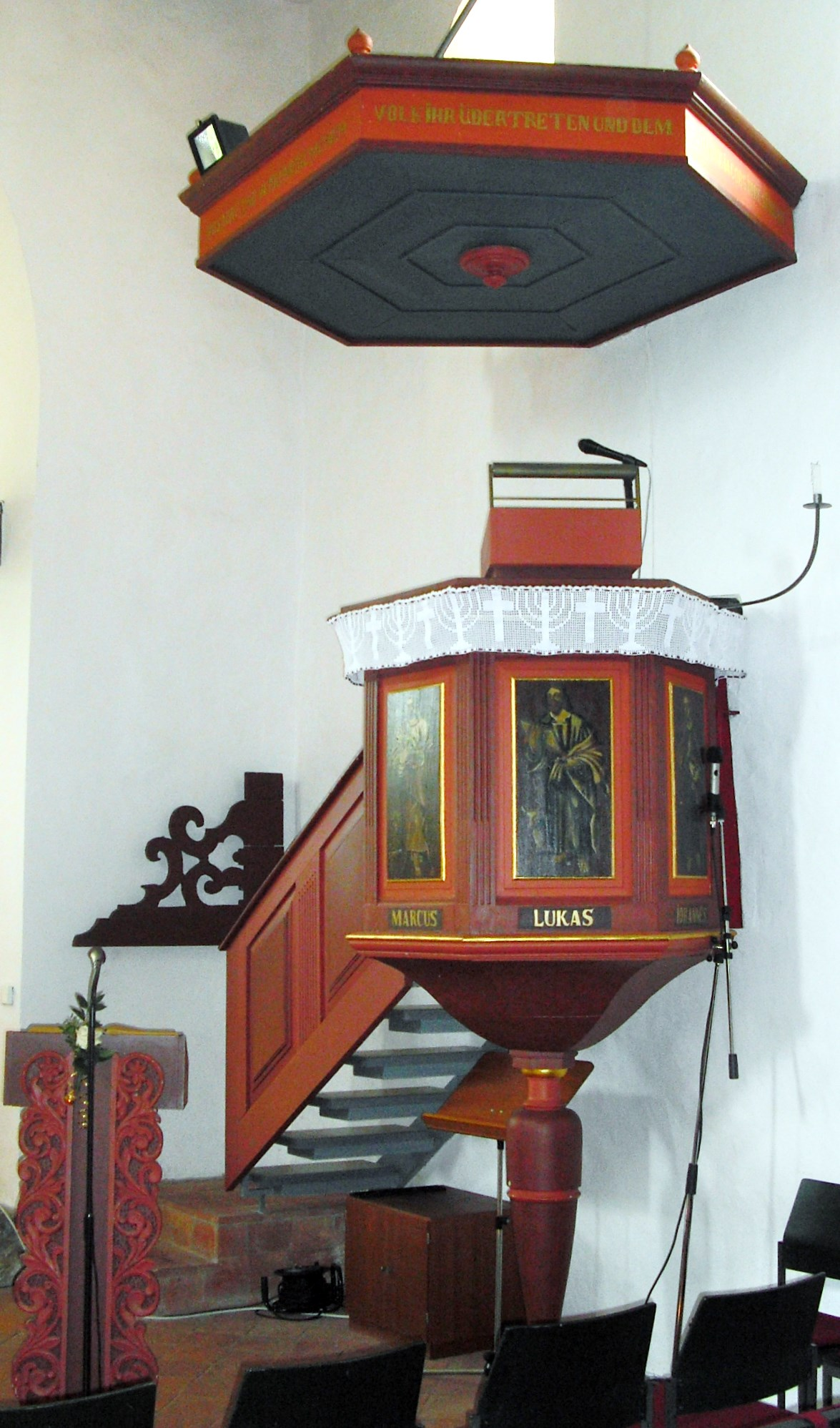
Kanzel

### Orgel
Die Orgel wurde von 1784 bis 1786 von Hinrich Just Müller erbaut. Das Instrument ist weitgehend erhalten (Pfeifenmaterial, Windlade, Keilbälge) und wurde von der Orgelbaufirma Alfred Führer in mehreren Phasen 1983/85/89 restauriert. Es hat acht Register auf einem Manual und angehängtem Pedal.

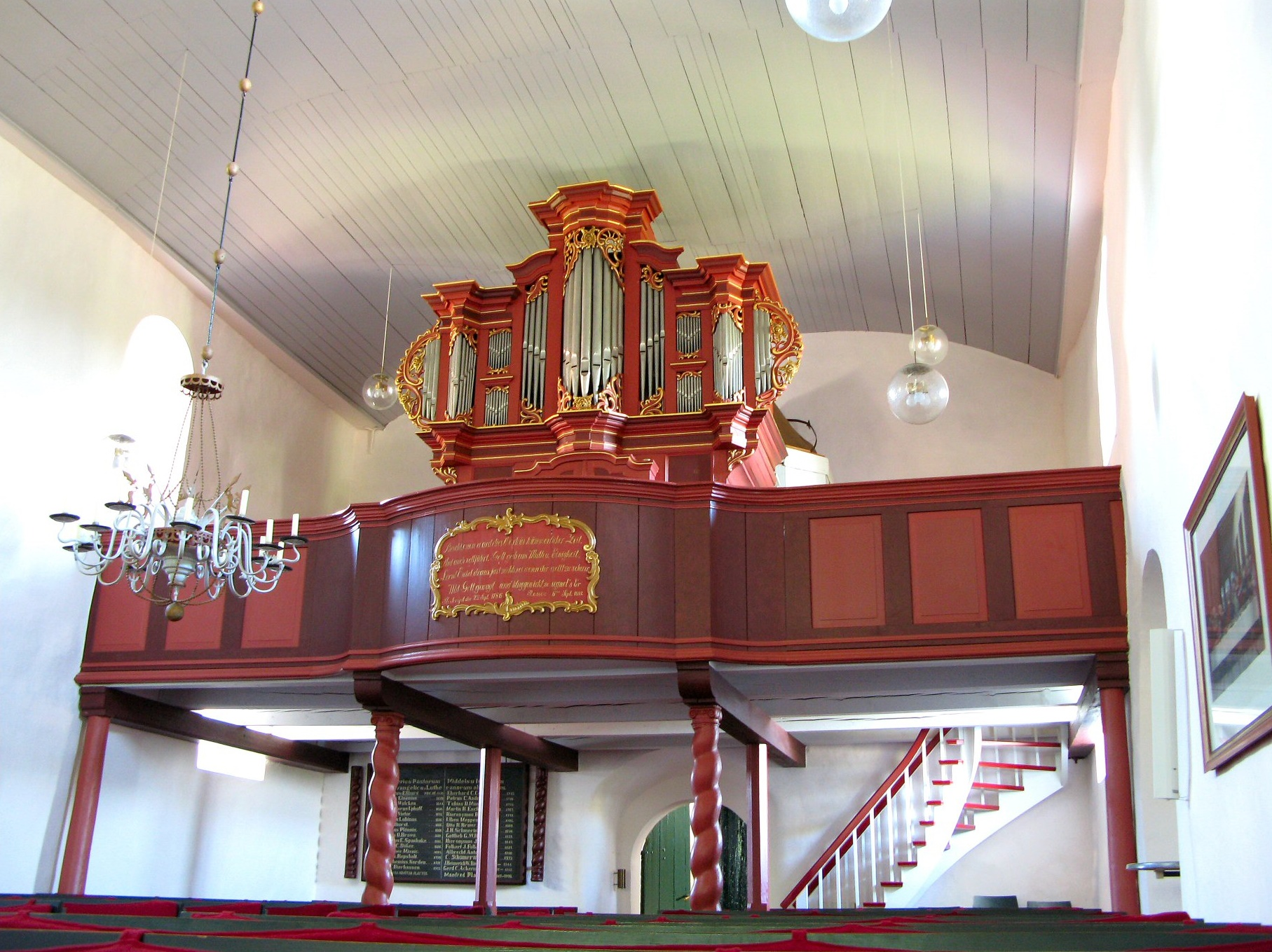
Müller-Orgel (1786)

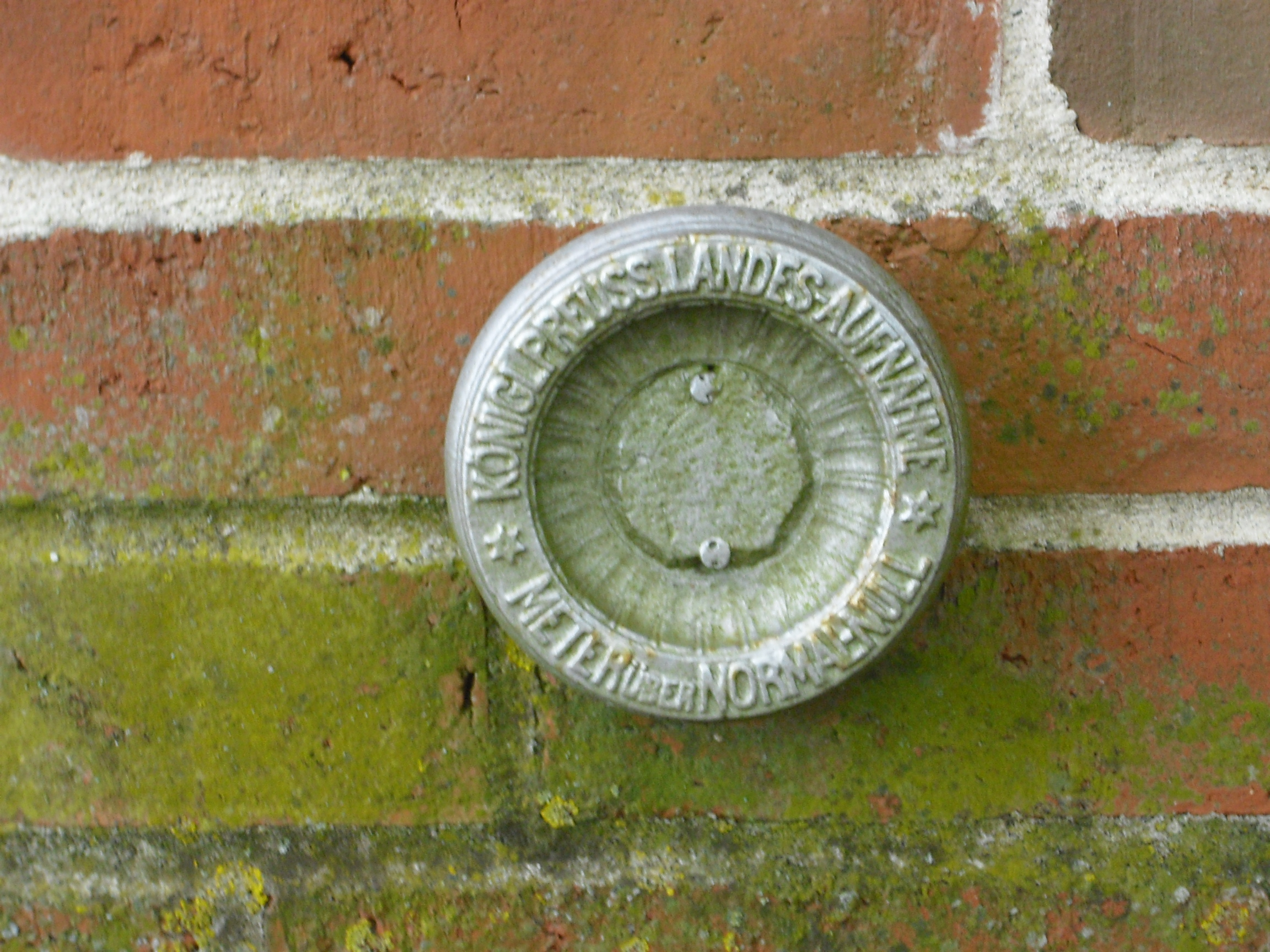
Preußischer Katastermesspunkt am Glockenturm

| I Manual C–c3 |           |     |
| 1.            | Principal | 4′  |
| 2.            | Gedackt   | 8′  |
| 3.            | Rohrflöte | 4′  |
| 4.            | Quinte    | 3′  |
| 5.            | Octave    | 2′  |
| 6.            | Mixtur IV |     |
| 7.            | Dulcian   | 16′ |
| 8.            | Trompete  | 8′  |
|               | Tremulant |     |

| Pedal C–c1 |           |
|            | angehängt |